# Tiếng Marathi
Marathi (मराठी Marāṭhī; tiếng Marathi: [məˈɾaʈʰi] ⓘ) là một ngôn ngữ Ấn-Arya chủ yếu được người người Marathi ở Maharashtra nói. Đây là ngôn ngữ chính thức của Maharashtra và đồng chính thức của Goa, hai bang miền Tây Ấn Độ. Với 73 triệu người nói vào thời điểm 2007; tiếng Marathi là ngôn ngữ có số người bản ngữ nhiều thứ 19 trên thế giới. Tiếng Marathi là ngôn ngữ đông người nói thứ 4, sau tiếng Hindi, tiếng Bengal và tiếng Telugu. Tiếng Marathi có nền văn học viết vào loại cổ nhất trong các ngôn ngữ Ấn-Arya hiện đại, với lịch sử bắt đầu từ khoảng năm 900. Hai dạng chính của ngôn ngữ này là tiếng Marathi chuẩn và phương ngữ Varhadi. Tiếng Koli và tiếng Konkan Malvan là những thứ tiếng đã chịu ảnh hưởng nặng từ tiếng Marathi. Những bằng chứng cổ nhất cho thấy sự tồn tại của tiếng Marathi như một ngôn ngữ riêng biệt có niên đại từ 2.000 năm trước.

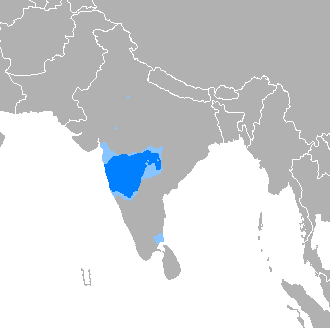
Bản đồ phân bổ ngôn ngữ Marathi: màu xanh đậm chiếm đa số; màu xanh nhạt là một thiểu số đáng kể.